# Miserentissimus Redemptor

Wappen Papst Pius’ XI.

Mit seiner Enzyklika Miserentissimus redemptor  (lat.: Erbarmungsvollster Erlöser), vom 8. Mai 1928, greift Papst Pius XI. erneut die Thematik der Herz-Jesu-Verehrung auf und gibt dieser Enzyklika den Untertitel „Über die allgemein geschuldete Wiedergutmachung gegenüber dem Heiligsten Herzen Jesu“ [de communi expiatione sacratissimo Cordi Iesu debita].

## Über die Herz Jesu-Verehrung
Zunächst erinnert der Papst an die Enzyklika „Annum sacrum“ (25. Mai 1899) von Papst Leo XIII., in welcher dieser den Ursprung der Christkönig- und Herz-Jesu-Verehrung erläutert hatte. Leo XIII. erklärte, „dass es Jesus Christus selbst war, nicht die Apostel oder Jünger, der sich als König bezeichnet hat“.
Danach weist Pius XI. auf seine Enzyklika „Quas primas“ (vom 11. Dezember 1925) hin, mit der das Hochfest vom Königtum Christi (zusätzlich zum Herz-Jesu-Fest) in den liturgischen Kalender eingeführt wurde. Pius XI. lenkt dann seine Gedanken auf die Heilige Margareta Maria Alacoque († 1690) und bezeichnet ihr Leben und ihre Geschichte, als einen Ursprung der Liebe zum Herzen Jesu.

## Aufruf zur Sühne
Der Papst stellt fest, dass in den zurückliegenden Zeiten die „Verehrung des Herzen Jesu an Intensität verloren hat und dass es jetzt angebracht ist, die „Wiedergutmachung gegenüber dem Heiligsten Herzen Jesu“ mit Gebeten und Andachten einzuleiten“ und deshalb fordert er die Gläubigen auf, dem heiligsten Herzen Jesu nicht bloß für die eigenen Verfehlungen, sondern auch für die anderer Sühne zu leisten.
Ein Weg, dem Herzen Jesu gegenüber Wiedergutmachung zu leisten, so drängte der Papst die Gläubigen, seien die “Sühnebitten und -gebete über eine ganze Stunde, was richtig Heilige Stunde genannt wird”. Es wurde auch als selbstverständlich verstanden, dass die heilige Stunde gemäß der ursprünglichen Botschaft der Hl. Margareta Maria vor der Heiligen Eucharistie zu halten ist.

## Bestandteil der Liturgie
Pius XI. gibt  dem Herz-Jesu-Fest (Freitag der Woche nach Fronleichnam) den höchsten liturgischen Rang (wie dem Weihnachts-  und Osterfest) und schafft ein neues Messformular samt Officium mit Oktav. So kommt das Herz-Jesu-Fest den höchsten Festen des Kirchenjahres gleich. Papst Pius XI. setzte die Verehrung Christi im Allerheiligsten Altarsakrament mit der Sühne für die Sünden in Beziehung. Das ganze Thema dieser Enzyklika kennzeichnet die riesige Notwendigkeit, um Gottes Barmherzigkeit zu flehen, besonders durch die Heilige Eucharistie.
Die Enzyklika schließt mit einem von Leo XIII. stammenden und von Pius XI. erweiterten Gebet zur Wiedergutmachung – Iesu dulcissime.

## Textausgaben
- ACTA PII PP. XI: LITTERAE ENCYCLICAE ... DE COMMUNI EXPIATIONE SACRATISSIMO CORDI IESU DEBITA PIUS PP. XI »Miserentissimus Redemptor«. In: Acta Apostolicae Sedis XX (1928) pp. 165–178. [amtlicher lateinischer Originaltext]
- Rundschreiben Papst Pius’ XI. vom 8. Mai 1928 MISERENTISSIMUS REDEMPTOR. In: Heilslehre der Kirche. Dokumente von Pius IX. bis Pius XII. Deutsche Ausgabe des französischen Originals von P[aul] Cattin O.P. und H[umbert]-Th[omas] Conus O.P. besorgt von Anton Rohrbasser. Paulusverlag, Freiburg/Schw. 1953, S. 86–100.